# Senza rimorso (film)
Senza rimorso (Without Remorse, o Tom Clancy's Without Remorse), noto anche come Senza rimorso di Tom Clancy, è un film del 2021 diretto da Stefano Sollima.
La pellicola, con protagonista Michael B. Jordan, è l'adattamento cinematografico del romanzo del 1993 Senza rimorso scritto da Tom Clancy.

## Trama
In Siria, una squadra di Navy SEAL, guidata dal capo senior John Kelly, salva un agente della CIA preso in ostaggio da sospetti membri dell'Isis, ma restano scioccati nello scoprire che i rapitori non erano membri dell'ISIS ma militari russi. Tre mesi dopo, in apparente rappresaglia per il loro ruolo nella missione, i SEAL vengono uccisi di nascosto uno per uno dagli agenti russi dell'FSB, i quali uccidono anche Pam. la moglie incinta di Kelly, nella loro casa. Pur rimasto gravemente ferito, Kelly riesce a uccidere tutti gli aggressori tranne uno prima di essere portato d'urgenza in ospedale. Nel frattempo, a Washington, l'amica di Kelly ed ex membro del team SEAL, il tenente comandante Karen Greer, incontra l'ufficiale della CIA Robert Ritter e il segretario alla Difesa Thomas Clay per discutere di come l'FSB ha scoperto le identità dei SEAL e per esaminare le opzioni di risposta. Le notizie trapelate dell'attacco senza precedenti della Russia sul suolo americano hanno causato un ulteriore inasprimento del rapporto già teso tra le due nazioni, causando probabilmente una nuova guerra fredda.
Guarito dalle ferite, Kelly rintraccia un diplomatico russo corrotto, che ha rilasciato i passaporti agli agenti dell'FSB, e lo costringe a rivelare il nome dell'assassino sopravvissuto, prima di ucciderlo. Mandato in prigione per il crimine, Kelly contratta la via d'uscita rivelando che l'agente evaso è Victor Rykov, un ex ufficiale di Specnaz che si trova attualmente nascosto a Murmansk, in Russia. Libero, vola quindi in Russia con Greer e un team operativo della CIA con l'intento di eseguire un inserimento HALO al largo della costa russa, ma il loro aereo viene intercettato da un caccia russo e abbattuto nel mare di Barents. Kelly, Greer e i membri della squadra sopravvissuti si dirigono verso Murmansk, per mezzo dello "Zodiac Futura Commando", dove incontrano Ritter. Sospettando di quest'ultimo, Kelly lo incolpa per le fughe di notizie di intelligence, ma l'altro nega le accuse. Proseguendo con la missione, i nostri localizzano Rykov in un complesso di appartamenti dove Kelly esce dalla missione per ucciderlo anziché prenderlo vivo come previsto. Durante lo scontro, Kelly scopre che Rykov indossa un giubbotto suicida e l'altro, dopo aver affermato di essere una risorsa della CIA sotto copertura, si uccide facendo esplodere il giubbotto. In quel momento la squadra viene bloccata dal pesante fuoco dei cecchini e capisce che la missione era una trappola e che avrebbero dovuto essere catturati sul suolo russo per iniziare una guerra. Kelly si offre volontario per restare indietro e agire come una distrazione dando alla squadra la possibilità di scappare; combatte dunque i cecchini e la squadra tattica della polizia che risponde, e riesce a scappare rubando un'uniforme della polizia, unendosi così a Greer, Ritter e i membri della squadra sopravvissuti che lasciano il paese in barca.
Tornato a Washington, Kelly affronta Clay in un ristorante e lo costringe a salire in macchina. Dietro minaccia della famiglia, Clay confessa di essere quello dietro le fughe di notizie di intelligence e di aver orchestrato tutto il conflitto tra Stati Uniti e Russia: voleva infatti iniziare una nuova guerra fredda per rilanciare l'economia e unire il popolo americano contro un nemico comune. Soddisfatto, Kelly guida l'auto su un ponte e la lascia affondare sul fondo di un fiume, facendo annegare Clay, mentre Kelly esce dall'auto con l'aiuto di Greer, che stava aspettando nel fiume con attrezzatura SCUBA. In una stazione ferroviaria vicina, Greer dà a Kelly una nuova identità fornita da Ritter, e l'altro parte per ricominciare la sua vita come John Clark.
In una scena a metà dei titoli di coda, si vede Clark parlare con Ritter, nel frattempo diventato capo della CIA, della creazione di una squadra multinazionale antiterrorismo, nome in codice Rainbow.

## Produzione
Le riprese del film sono iniziate a Berlino il 25 ottobre 2019 e sono proseguite tra Washington e Los Angeles.

## Promozione
Il primo teaser trailer del film è stato diffuso il 2 marzo 2021 dal profilo twitter di Amazon Studios, insieme all'annuncio dell'arrivo del trailer esteso, che viene diffuso il giorno seguente.

## Distribuzione
Inizialmente la pellicola era stata fissata al 18 settembre 2020 dalla Paramount Pictures, ma, a causa della pandemia di COVID-19, è stata rinviata al 2 ottobre dello stesso anno e successivamente al 26 febbraio 2021. Nel luglio 2020 Amazon Studios ha acquistato i diritti di distribuzione del film che è stato distribuito su Prime Video a partire dal 30 aprile 2021.

## Accoglienza

### Critica
Sull'aggregatore Rotten Tomatoes il film riceve il 45% delle recensioni professionali positive con un voto medio di 5,3 su 10 basato su 184 critiche, mentre su Metacritic ottiene un punteggio di 41 su 100 basato su 40 critiche.